# Komjáthy Aladár
Komjáthy Aladár Kálmán (Újpest, 1894. május 24. – Budapest, 1963. november 30.) magyar költő, író, tudománytörténész, műfordító.

## Életpályája
Komjáthy Gyula könyvelő és Götz Jolán (1859–1929) gyermekeként született. Anyai nagyszülei Götz Ferenc és Haláthy Karolina voltak. Egyetemi tanulmányait a budapesti egyetem bölcsészettudományi karán végezte, mint Fejér Lipót tanítványa. Matematikából szerzett doktori oklevelet. 1919 márciusában a tudományegyetemen, májusában az egyetemi könyvtárban nyert beosztást. 1921 végétől 1944 októberéig a miniszterelnökség sajtóosztályán teljesített szolgálatot. Ezután az MTA főtitkári hivatalában, 1946-tól 1957 februárjáig, nyugdíjba vonulásáig az MTA könyvtárában működött: újjászervezte a könyvtár szerzeményezési osztályát.
Irodalmi munkásságát mint az újpesti gimnázium diákja tanárának, Babits Mihálynak irányítása alatt kezdte. Babits legkedvesebb tanítványa volt, költőként nem egy versével köszöntötte mesterét. 1940-ben Baumgarten-díjat kapott. Tagja volt a Petőfi és a Kisfaludy Társaságnak. Első kötete (1925) a formai gyakorlat iskolája: bravúros rímek, bonyolult strófaszerkezetek. Az 1930-as évek folyamán a "valóság szószólója" lesz: versei szociális tartalommal telítődnek. Élete utolsó két évtizedében főleg természettudományi problémák foglalkoztatták. Lefordította Zola (1920) és Claude Farrére (1921) egy-egy regényét, valamint Rutherford Az atomkutatás módszerei és eredményei c. munkáját (1945).
1930. február 28-án Budapesten házasságot kötött Füzesséry Géza és Szabó Mária lányával, Máriával.

## Művei
- A végtelen felé. Versek; Pallas, Budapest, 1925
- Szavak lánca. Versek; Singer-Wolfner, Budapest, 1938
- Furcsa lány. Elbeszélések; Singer-Wolfner, Budapest, 1942
- Csodák és kínok. Versek; Singer-Wolfner, Budapest, 1943
- Túl az atomon. Atom- és magfizika kezdőknek; Cserépvalvi, Budapest, 1946 (Kék könyvek)
- Három fizikus. Newton – Rutherford – L. de Broglie. Bevezető tanulmánnyal a mai fizikáról; Egyetemi Ny., Budapest, 1947 (Az Egyetemi Nyomda természettudományi sorozata)
- A tudás fája. Természetmagyarázat az ókortól napjainkig; Egyetemi Ny., Budapest, 1947